# Drosophila bivibrissae
Drosophila bivibrissae är en tvåvingeart som beskrevs av Masanori Joseph Toda 1988. Drosophila bivibrissae ingår i släktet Drosophila och familjen daggflugor.
Artens utbredningsområde är Myanmar.